# 皇陵的秘密
《皇陵的秘密》，是香港作家龍俊榮於2004年出版的短篇科幻小說，故事以盜墓為主題，講述一對師徒的盜墓經歷，並於同年奪得第三屆倪匡科幻獎小說組冠軍。

## 情節
由於秦始皇的陵墓是於一統天下後才興建，「我」和師父受阿房宮的啟發，選擇劫掠具有燕國建築風格的陵墓，並在經過一番搜索後終於找到秦始皇之墓。他們避開了陵墓的防盜機關，包括一些坑道和水銀在墓室內揮發後的毒氣，過程中「我」和師父一直討論到底修陵人是如何避開墓內的防盜裝置離開。就在二人打開棺槨時，突然好像觸電般被彈飛，「我」在死亡前的一刻終於想通，真正的防盜裝置原來是灌入銅棺內的水銀。

## 創作與出版
《皇陵的秘密》由龍俊榮所著，當中以他最感興趣的盜墓為主題，並加入科幻概念來串連故事。雖然故事只有三千字，但龍反復修改了十多遍，並於2003年投稿到第三屆倪匡科幻獎，最終奪得小說組冠軍。但龍在獲獎後淡出文學界，無再推出任何新作:300。該作於2004年10月1日在國立陽明交通大學同學會出版的《友聲雜誌》上刊登。隨後亦收錄於由香港科幻會和明窗出版社在2010年7月出版的小說集《宇宙摩天輪》，一同被收錄的包括倪匡、梁世榮、蕭志勇等的著作。

## 評價
香港科幻小說名筆倪匡讚揚該作在老舊的題材上作出創新的設想，而且結合了豐富的歷史知識和作家上乘的敘事功力，令讀者置身其境；而評論家譚劍讚揚該作融合科幻和秦始皇陵傳說的寫法創新:300。台灣作家黃海則讚揚該作簡短扼要但佈局精妙，而且故事結局令人意想不到:125-126。